# Papa's Letter (film 1911)
Papa's Letter è un cortometraggio muto del 1911 diretto da Arthur Mackley e prodotto dalla Essanay di Chicago.

## Produzione
Il film fu prodotto dalla Essanay Film Manufacturing Company.

## Distribuzione
Distribuito dalla General Film Company, il film - un cortometraggio di una bobina - uscì nelle sale cinematografiche USA il 5 dicembre 1911.